# فر اووک (اکلاهما)
فر اووک(به انگلیسی: Fair Oaks) شهری در ایالت اکلاهما کشور ایالات متحده آمریکا است که جمعیت آن در سرشماری سال ۲۰۱۰ میلادی، ۱۰۳ نفر بوده‌است.